# Futbolo Klubas Sūduva 2015
Questa voce raccoglie le informazioni riguardanti il Futbolo Klubas Sūduva nelle competizioni ufficiali della stagione 2015.

## Rosa
| N. |                                 | Ruolo | Calciatore              |
| -- | ------------------------------- | ----- | ----------------------- |
| 5  | Lituania (bandiera)             | D     | Darius Isoda            |
| 10 | Lituania (bandiera)             | C     | Povilas Kiselevskis     |
| 13 | Lituania (bandiera)             | C     | Karolis Chvedukas       |
| 16 | Lituania (bandiera)             | A     | Audrius Brokas          |
| 24 | Lituania (bandiera)             | D     | Vilmantas Bagdanavičius |
| 25 | Lituania (bandiera)             | C     | Valentin Baranovskij    |
| 31 | Lituania (bandiera)             | P     | Džiugas Bartkus         |
| 35 | Lituania (bandiera)             | A     | Tomas Radzinevičius     |
| 39 | Lituania (bandiera)             | A     | Markas Kardokas         |
| 88 | Lituania (bandiera)             | C     | Marius Šoblinskas       |
| 91 | Italia (bandiera)               | D     | Maximiliano Uggè        |
|    | Bosnia ed Erzegovina (bandiera) | C     | Nermin Jamak            |
|    | Lituania (bandiera)             | P     | Paulius Grybauskas      |
|    | Serbia (bandiera)               | D     | Nikola Prebiračević     |
|    | Serbia (bandiera)               | D     | Miloš Kovačević         |

| N. |                        | Ruolo | Calciatore             |
| -- | ---------------------- | ----- | ---------------------- |
|    | Lituania (bandiera)    | D     | Vaidas Šilėnas         |
|    | Lituania (bandiera)    | C     | Arminas Vaskėla        |
|    | Lituania (bandiera)    | A     | Ernestas Veliulis      |
|    | Bielorussia (bandiera) | D     | Ilya Tsyvilko          |
|    | Lituania (bandiera)    | P     | Kornelijus Timofejevas |
|    | Serbia (bandiera)      | D     | Marko Živković         |
|    | Lituania (bandiera)    | C     | Edvinas Puzara         |
|    | Lituania (bandiera)    | A     | Edvardas Tamulevičius  |
|    | Lituania (bandiera)    | P     | Justinas Popiera       |
|    | Lituania (bandiera)    | C     | Domantas Antanavičius  |
|    | Spagna (bandiera)      | A     | Carlos Martínez        |
|    | Serbia (bandiera)      | A     | Admir Kecap            |
|    | Lituania (bandiera)    | D     | Vaidas Slavickas       |
|    | Lituania (bandiera)    | A     | Karolis Laukžemis      |